# Dytiscus latissimus
Dytiscus latissimus é uma espécie de escaravelho da família Dytiscidae.
Pode ser encontrada nos seguintes países: Alemanha, Áustria, Bélgica, Bielorrússia, Bósnia e Herzegovina, Croácia, Dinamarca, Eslováquia, Finlândia, França, Hungria, Itália, Letónia, Luxemburgo, Países Baixos, Noruega, Polónia, República Checa, Roménia, Rússia, Suécia, Suíça e Ucrânia.